# Ich weiß, was ich will
Ich weiß, was ich will ist ein Lied des österreichischen Sängers Udo Jürgens aus dem Jahr 1979. Das Lied fasst das Ideal der romantischen Liebe zusammen. Der Song wurde im Oktober 1979 von Ariola Records in Deutschland als Singleauskopplung seines Albums Udo ’80 veröffentlicht. Das Lied ist 5:03 Minuten lang.

## Inhalt
Der Liedtext ist ein Innerer Monolog, in welchem er seine Gefühle kurz nach dem Abschied seiner Freundin thematisiert. Der Titel „Ich weiß, was ich will“ kann so verstanden werden, dass er sich in diesem Moment seiner starken Gefühle bewusst wird. Er weiß, dass er sie liebt und nicht mehr verlassen will. Nach Wolfgang Buschlinger fasst das Lied wie kein anderes die vom Soziologen Peter Fuchs definierten großen Ideale der romantischen Liebe zusammen: a) Der andere ist für einen persönlich höchst relevant ('Ich will dich ganz und gar und immer um mich'), b) Wir beide sind eins ('Daß wir wie ein Gedanke, ein Körper sind'), c) Ich liebe alles an dir ('Was du immer auch tust, verzeih‘n und versteh‘n'), d) Ich öffne mich dir ganz und erwarte das auch von dir ('kein Gedanke bleibt ungesagt, nichts wird vertagt'), e) die Exklusivität des anderen ('Die Illusion, du lebst allein nur für mich, die brauche ich'), f) Die Vereinigung in der Sexualität ('Und alles tun, was man so tun kann zu zwei'n'), g) Liebe ist unvernünftig und Ausdruck wahrer Freiheit ('Und glauben, nirgends ist ein Ende in Sicht, nein für uns nicht', 'Wie ein Zigeuner durch die Welt mit dir zieh‘n, [...] bis uns die Sinne vergeh’n‘).

## Coverversionen
Der Song wurde wiederholt gecovert, unter anderem von Barbara Schöneberger auf ihrem Album Nochmal, nur anders sowie von Dieter Thomas Kuhn.

## Titelliste der Singles
7″-Single
1. Ich weiß, was ich will (5:03)
2. Jamaica Mama (4:33)

12″-Single
1. Ich weiß, was ich will (Long Version) (8:18)
2. Jamaica Mama (4:32)